# Tephrosia montana
Tephrosia montana är en ärtväxtart som beskrevs av Richard Kenneth Brummitt. Tephrosia montana ingår i släktet Tephrosia och familjen ärtväxter. Inga underarter finns listade i Catalogue of Life.